# Jaime Galvis Rivera
Jaime Galvis Rivera también conocido como alias Ariel o Lorenzo Alcantruz (Colombia, siglo XX) es un guerrillero colombiano. Miembro del Comando Central del Ejército de Liberación Nacional (ELN).

## Biografía
Es acusado de planear varios de los ataques del ELN a la Fuerza Pública de Colombia. Al permanecer en la clandestinidad opera entre Colombia y Venezuela. También es considerado como el jefe del Frente de Guerra Urbano Nacional Camilo Torres Restrepo (FGUN). Fue suplente del Comando Central actual miembro titular del mismo.